# تضخيم قائم على الهيليكاز
التضخيم القائم على الهيليكاز (HDA) هو طريقة لتضخيم الحمض النووي الريبي المنزوع الأكسجين في المختبر مثل تفاعل البوليميريز المتسلسل (PCR)، ولكنه يعمل في درجة حرارة ثابتة.

## مقدمة
يعد تفاعل البوليميراز المتسلسل الطريقة الأكثر استخدامًا لتضخيم الحمض النووي في المختبر لأغراض البيولوجيا الجزيئية والبحوث الطبية الحيوية. وتتضمن هذه العملية تمسيخ الحمض النووي ثنائي الطاقdsDNA إلى حمض نووي احادي الطاق ssDNA بواسطة رفع درجة الحرارة(عادة تتراوح من 95 إلى 97 درجة مئوية)، ثم خفض درجة الحرارة لتشافع المرئسات (البادئات)، ثم البدأ بعملية النسخ وهو ما يتطلب إجراء التفاعل في جهاز التضخيم الحراري.
وهذه الأجهزة المتميزة غالية الثمن ومكلفة في تشغيلها وصيانتها، وتحد من التطبيقات المحتملة لتضخيم الحمض النووي في حالات خارج المختبر (على سبيل المثال، في تحديد الكائنات الحية الدقيقة التي من المحتمل أن تكون خطرة في مكان التحقيق أو عند رعاية المريض).
'في المختبر'، يتم نسخ الحمض النووي بواسطة بوليميراز الحمض النووي مع البروتينات الإضافية المتنوعة، بما في ذلك هيليكاز الحمض النووي الذي يعمل على فصل الحمض النووي عن طريق فك الحلز المزدوج للحمض النووي. وتم تطوير تقنية التضخيم القائم على الهليكيز من هذا المفهوم، باستخدام هيليكاز (إنزيم) لتغيير طبيعة الحمض النووي.

## المنهجية
يتم أولاً فصل خيوط الحمض النووي ثنائي الجديلة بواسطة إنزيم هيليكاز الحمض النووي وتغليفها بواسطة البروتينات الملتصقة بالحمض النووي أحادي الجديلة (ssDNA). وفي الخطوة الثانية، يقوم اثنان من المشرَعات محددة التسلسل بالالتصاق بكل حد من قالب الحمض النووي. ويتم بعد ذلك استخدام بوليميراز الحمض النووي لتمديد المشرَعات الملدنة بالقوالب لإنتاج حمض نووي ثنائي الجديلة وتم بعد ذلك استخدام اثنين من منتجات الحمض النووي الاصطناعي الجديدة كركائز لإنزيمات هيليكاز الحمض النووي والدخول في الجولة التالية من التفاعل. وبالتالي، يتطور سلسلة من التفاعلات المتزامنة، الأمر الذي يؤدي إلى التضخيم الأسي لتسلسل الهدف المحدد (انظر Vincent et al.., 2004 for a schematic diagram).

## التقدم ومزايا وعيوب التضخيم القائم على الهيليكاز
ومنذ نشر اكتشافها، يجري استخدام تقنية التضخيم القائم على الهيليكاز من أجل «سهولة وبساطة تكيف اختبار الحمض النووي لاكتشاف المطثية العثيرة». ومن بين التطبيقات الأخرى الكشف السريع للمكورات العنقودية الذهبية  عن طريق تضخيم وكشف تسلسل الحمض النووي القصير المحدد للبكتيريا. ومزايا تقنية التضخيم القائم على الهيليكاز تتمثل في أنها توفر وسيلة سريعة لتضخيم الحمض النووي لهدف محدد في درجة حرارة متساوية الحرارة لا تتطلب جهازَ تضخيمٍ حراريٍ. ومع ذلك، يتعين إجراء تحسين المشرَعات وفي بعض الأحيان الدارئات مسبقًا بواسطة الباحث. يتم عادة اختبار تحسين المشرعات والدارئات وتحقيقه من خلال تفاعل البوليميريز المتسلسل، الأمر الذي يثير التساؤل بشأن الحاجة إلى إنفاق المزيد حول نظام منفصل للقيام بالتضخيم الفعلي. وعلى الرغم من أن ميزة البيع المتمثلة في أن تقنية التضخيم القائم على الهيليكاز تلغي استخدام جهاز التضخيم الحراري وبالتالي تتيح إجراء البحث ميدانيًا، إلا أن الكثير من العمل اللازم للكشف عن الكائنات الدقيقة التي من المحتمل خطورتها يتم إجراؤه في بيئات بحثية، أو في مختبرات المستشفيات. وفي الوقت الحالي، يتعذر تحقيق التشخيص الشامل من عدد كبير من العينات بواسطة تقنية التضخيم القائم على الهيليكاز، في حين أن تفاعلات البوليميراز المتسلسل التي يتم إجراؤها في جهاز التضخيم الحراري الذي يمكنه الاحتفاظ بصفيحات العينات المتعددة تتيح تضخيم وكشف هدف الحمض النووي المراد من 96 عينة كحد أقصى. كذلك تُعتبر تكلفة شراء الكواشف الخاصة بالتضخيم القائم على الهيليكاز مكلفة نسبيًا مقارنة بتكلفة كواشف تفاعل البوليميراز المتسلسل، لا سيما منذ طرحها كمجموعة جاهزة للاستخدام.

## وصلات خارجية
- Biohelix Corporation official website نسخة محفوظة 14 ديسمبر 2005 على موقع واي باك مشين.